# Список поглощений Apple

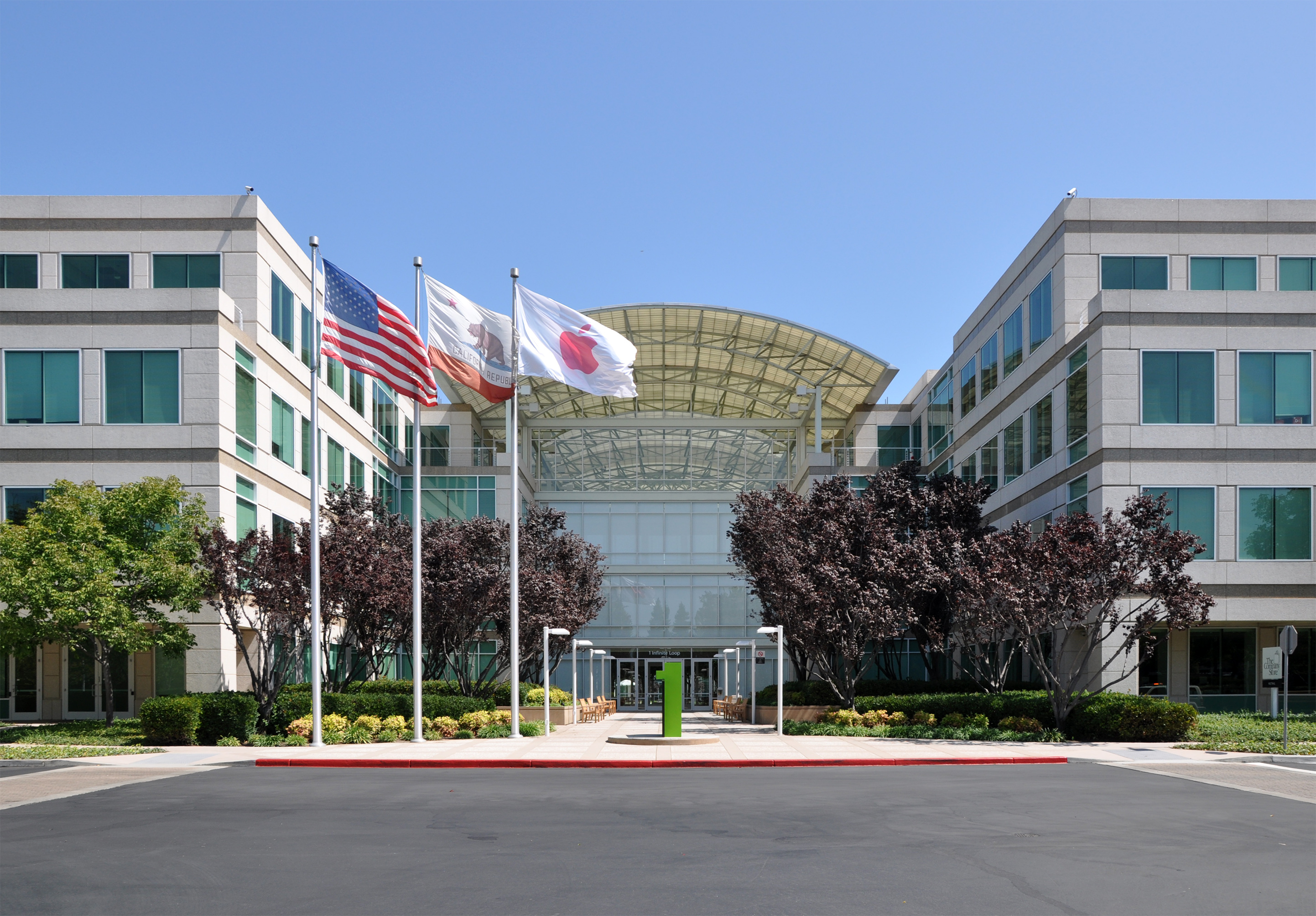
Офис Apple в Купертино, Калифорния, США

В данном списке представлены поглощения, осуществлённые корпорацией Apple. Каждое указанное поглощение было полным, если не указано иное. В качестве даты поглощения указаны даты заключения соглашения между сторонами. Стоимость приобретения указывается в долларах США. Также указываются продукты и сервисы Apple, где используются технологии поглощённых компаний.

## Инвестиции
| Дата ставки     | Компания                 | Область деятельности       | Страна         | Стоимость млн.(USD) | Источник                        |
| --------------- | ------------------------ | -------------------------- | -------------- | ------------------- | ------------------------------- |
| 1 июня 1999     | Akamai Technologies      | Веб-службы поддержки сайта | США            | 12,5                | [ источник не указан 4684 дня ] |
| 18 декабря 2008 | Imagination Technologies | Дизайн микросхем           | Великобритания | 4,7                 | [ 58 ]                          |
| 13 мая 2016     | Didi Chuxing             | сервис заказа такси        | Китай          | 1000                | [ 59 ] [ 60 ]                   |

## Продажа активов
| Дата           | Покупатель                 | Целевая компания   | Целевой бизнес           | Страна покупатель | Стоимость млн.(USD) | Источник |
| -------------- | -------------------------- | ------------------ | ------------------------ | ----------------- | ------------------- | -------- |
| 22 апреля 1992 | Misys Computer Maintenance | Sign Express Group | Техническое обслуживание | Великобритания    | 0,705               | [ 61 ]   |
| 31 мая 1996    | SCI Systems                | Apple Computer     | ПК                       | США               | —                   | [ 62 ]   |
| 2 апреля 1997  | Al-Waleed bin Talal        | Apple Computer     | ПК                       | Саудовская Аравия | 115                 | [ 63 ]   |
| 6 августа 1997 | Microsoft                  | Apple Computer     | ПК                       | США               | 150                 | [ 64 ]   |
| 7 августа 1997 | Grupo Carso                | Apple Computer     | ПК                       | Мексика           | 60,65               | [ 65 ]   |